# Фридрих I (Цолерн-Шалксбург)
Вижте пояснителната страница за други личности с името Фридрих I.
Фридрих I фон Цолерн-Шалксбург Младия (на немски: Friedrich I von Zollern-Schalksburg, der Jüngere; 1266; † 1302 или 1309) е основател на линията „Цолерн-Шалксбург“ (от швабската линия на род Хоенцолерн във Вюртемберг).

## Произход и управление
Той е третият син на граф Фридрих V († 1289) и Удилхилд фон Дилинген († сл. 1289), дъщеря на последния граф на Дилинген Хартман IV фон Дилинген († 1258) и Вилибирг фон Труендинген († 1246).
Фридрих I последва баща си през ок. 1288 г. като граф на Цолерн. С по-големия му брат Фридрих VI си поделят собствеността. Фридрих VI получава замък Хоенцолерн и териториите наоколо и основава линията „Цолерн-Цолерн“. Фридрих I получава господствата Шалксбург и Мюлхайм и основава линията „Цолерн-Шалксбург“ (Вюртемберг), която изчезва през 1408 г. със смъртта на Фридрих V фон Цолерн-Шалксбург.

## Фамилия
Фридрих I се жени пр. 15 юни 1282 г. за графиня Удилхилд фон Меркенберг-Айхелберг († сл. 3 април 1305), дъщеря на граф Диполд фон Меркенберг-Айхелберг († 1270) и принцеса Анна фон Тек (* ок. 1240). Те имат две деца:
- Фридрих II, „по-младият Меркенбергер“ († пр. април 1318), ∞ за ландграфиня Агнес фон Неленбург († сл. 1325)
- Удихилд фон Цолерн († сл. 1349/1368), ∞ пр. 10 август 1304 г. за граф Алберт VII фон Халс IV († 1334)

Той има и незаконна дъщеря:
- София фон Цолерн († сл. 1328), омъжена за Хайнрих IV фон Кренкинген († сл. 1328)